# 弥陀寺乡
弥陀寺乡，是中华人民共和国河南省驻马店市新蔡县下辖的一个乡镇级行政单位。

## 行政区划
弥陀寺乡下辖以下地区：
曹庄村、孟庄村、代庙村、万老庄村、拐张庄村、王桥村、白庄村、常桥村、小朱庄村、后陵村和程小寨村。